# Bahir Dar Kenema Football Club
 (septembre 2023).
Si vous disposez d'ouvrages ou d'articles de référence ou si vous connaissez des sites web de qualité traitant du thème abordé ici, merci de compléter l'article en donnant les références utiles à sa vérifiabilité et en les liant à la section « Notes et références ».
Bahir Dar Kenema Football Club ou Bahirdar Ketema (en amharique : ባህርዳር ከነማ እግር ኳስ ክለብ : bahiridari kenema igiri kwasi kilebi) également connu sous le nom de Bahir Dar City, est un club de football éthiopien basé à Baher Dar.
Il joue dans le Championnat d'Éthiopie de football.

## Histoire
Bahir Dar Kenema a été fondé en 1973 calendrier éthiopien (1981 en calendrier grégorien) dans la ville de Baher Dar. ll a passé presque toute la seconde moitié du XXe siècle au niveau amateur, avant de rejoindre la Ligue majeure éthiopienne au milieu des années 90. Le 29 juillet 2018, pour la première fois de son histoire, il a pu accéder à la Premier League éthiopienne.
Bahir Dar a connu une belle période de forme lors de la saison 2017-2018, prenant la tête du groupe A de la Ethiopian Higher League avec 31 points après la 14e semaine.
Le 29 juillet 2018, le club a obtenu la promotion en Ethiopian Premier League pour la première fois de son histoire après avoir battu Ethiopian Insurance F.C. Cette victoire leur a assuré la première place du groupe A de la Ethiopian Higher League (deuxième division) avec trois matchs à jouer dans leur saison 2017-2018, garantissant ainsi leur place dans la première ligue la saison suivante.
Le 6 août 2018, le club a annoncé avoir prolongé le contrat de Paulos Getachew jusqu'à la saison 2018-2019.
En septembre 2022, Bahir Dar Kenema a annoncé le nouvel entraîneur Degarege Yigzaw, qui est un ancien joueur de Bahir Dar et de Saint George.
Il participe en Coupe de la confédération africaine 2023-2024 la première fois dans son histoire.

## Stade
Bahir Dar Kenema joue ses matchs à domicile au stade international de Bahir Dar . Ils partagent le stade avec Amhara Weha Sera, un autre club basé à Bahir Dar.

## Prise en charge
Bahir Dar Kenema bénéficie d'une solide base de fans, des supporters voyageant souvent avec l'équipe lors des matchs à l'extérieur.